# Friesland: Bis aufs Blut
Friesland: Bis aufs Blut ist ein deutscher Fernsehfilm von Thomas Durchschlag aus dem Jahr 2021. Es handelt sich um die dreizehnte Folge der Fernsehreihe Friesland. Die Episode hat eine Länge von ca. 88 Minuten und wurde am 23. Oktober 2021 auf dem Sendeplatz Der ZDF-Samstagskrimi erstmals im deutschen Fernsehen ausgestrahlt.

## Handlung
Hauptkommissar Jan Brockhorst will endlich weg aus Ostfriesland. Seine Idee: Wenn es ihm gelingt, Leer zur sichersten Stadt Niedersachsens zu machen, wird die Bedeutung der Leeraner Dienststelle innerhalb des Polizeiapparats so stark sinken, dass ihr Leitungsposten eingespart wird. Für ihn wäre somit der Weg frei zurück nach Wilhelmshaven. Um dieses Ziel zu erreichen, setzt er auf das Konzept des Predictive Policings, das er vor allem mithilfe von Videoüberwachung umsetzen möchte. Die Streifenpolizisten Henk Cassens und Süher Özlügül werden beauftragt, die erste Kamera vor dem Ort zu installieren, an dem den Berechnungen eines Algorithmus zufolge die meisten Verbrechen zu erwarten sind. Dabei handelt es sich um das Bestattungsinstitut von Wolfgang Habedank, da dort in Leer nun einmal die meisten Toten zu finden sind. Dem erbosten Habedank ist aber sofort klar, worum es Brockhorst wirklich geht: Er will die ihm wohlbekannte Hanf-Plantage im Keller des Instituts zu gegebener Zeit öffentlichkeitswirksam „entdecken“ und dann behaupten, der Ermittlungserfolg sei seinem neuen Sicherheitskonzept zu verdanken.
Hanno Schlüter war bis vor etwa fünf Jahren dienstältester Mitarbeiter des Unternehmens Jörgensen Schiffstechnik. Dann aber verlor er im Zuge einer Unternehmenssanierung seinen gutbezahlten Ingenieursjob – wie er selbst glaubt nur deshalb, weil ihn sein früherer Chef Dietrich Thiede daran hindern wollte, im Betrieb übliche Praktiken der Steuerverkürzung auffliegen zu lassen. Er ist nun stattdessen für Mindestlohn für die Bedienung eines Schöpfwerks an der Ems zuständig. Schlüter ist davon überzeugt, im Visier von Verschwörern zu sein und von Unbekannten überwacht zu werden. Als er glaubt, dass ein Einbrecher im Heizungskeller seines Wohnhauses ist, ruft er die Polizei. Doch als Cassens und Özlügül wenig später eintreffen und nachsehen, ist in dem kleinen Raum kein Eindringling zu finden. Sie erfahren von Ehefrau Femke Schlüter, dass ihr Mann sich bereits seit längerer Zeit verfolgt fühlt. Unterstützt von seiner Anwältin Karin Mattissen, die ihn schon im Rechtsstreit gegen seinen Ex-Arbeitgeber vertreten hatte, führt er alle möglichen Bagatellprozesse.
Nachdem die Polizisten gegangen sind, entdeckt Femke Schlüter einen Zeitungsartikel, der sie sichtlich überrascht und aufwühlt. Am nächsten Tag findet Hanno Schlüter in einem Schrottcontainer neben dem Schöpfwerk die Leiche seiner Frau. Etwas entfernt liegt ihre Brille, der aber ein Glas fehlt. Brockhorst vertreibt die Apothekerin und Hobby-Forensikerin Insa Scherzinger vom Tatort. Es ist ihr aber noch gelungen, einige Proben zu nehmen.
Cassens und Özlügül geraten unter Druck, da sie in den Augen Brockhorsts die offenbar allzu berechtigten Sorgen Schlüters tags zuvor nicht ernst genommen hatten. Als Hanno Schlüter später beginnt, sein Haus zu verrammeln, stellt er fest, dass die Schreckschusspistole verschwunden ist, die er in einer leeren Cornflakes-Packung aufbewahrt.
Wolfgang Habedank ist in einer Sinnkrise – sein Beruf als Bestatter erfüllt ihn nicht mehr vollständig. Ein alter Bekannter, der so erfolgreiche wie kaltschnäuzige Unternehmer Gerald Boje, verrät ihm sein eigenes Erfolgsrezept: In Start-ups investieren und die Anteile zur richtigen Zeit mit Gewinn weiterverkaufen. Später entsteht bei einer gemeinsamen Skatrunde von Habedank, Boje und Yunus Özlügül der Plan, die Hanf-Plantage des Bestatters künftig legal zu betreiben und pharmazeutisches Cannabis anzubauen. Boje sagt zu, Geld in das Vorhaben zu investieren und als Habedanks Geschäftspartner den Vertrieb zu übernehmen. Özlügül, der die eigentliche Idee hatte, geht bei dem Deal leer aus.
Obwohl es ihnen Brockhorst untersagt hat, ermitteln Cassens und Özlügül auf eigene Faust im Mordfall Femke Schlüter. Sie suchen die Hochschule Emden/Leer auf, wo die Getötete als Dozentin gearbeitet hat. Ihre Teilnahme an einem Seminar hatte sie tags zuvor kurzfristig abgesagt und die Leitung an ihre wissenschaftliche Assistentin Linda Sjöberg delegiert. Diese berichtet, dass Femke Schlüter und sie daran geforscht haben, Blutersatz für die Stammzellenforschung aus Wattwürmern herzustellen. Als die Ermittler gegangen sind, öffnet sie mithilfe eines Dietrichs eine verschlossene Schublade und nimmt einen Laptop an sich. Zuvor hatte sie die Frage verneint, ob es in der Hochschule einen Ort gibt, an dem die Ermordete persönliche Gegenstände aufbewahrt hat.
Unter Hinweis auf die Kriminalstatistik, nach der die meisten ermordeten Ehefrauen von ihrem eigenen Partner getötet worden sind, weist Brockhorst Cassens und Özlügül an, Hanno Schlüter festzunehmen. Als sie bei ihm eintreffen, hat er gerade einen ihm unbekannten Mann von seinem Grundstück verwiesen, der sich dort umgesehen hatte. Als Özlügül den Unbekannten anspricht, flieht er. Özlügül gelingt es später dennoch, ihn ausfindig zu machen. Es handelt sich um den Paartherapeuten Julian Vinck, der zunächst aber abstreitet, Femke Schlüter gekannt zu haben. Daraufhin bringen die Ermittler die Apothekerin Melanie Harms und Yunus Özlügül dazu, bei ihm als zerstrittenes Ehepaar aufzutreten und in einem unbeobachteten Moment seine Praxis zu durchsuchen, was eine Patientenakte des Mordopfers zutage fördert. Vinck gibt daraufhin Cassens und Özlügül gegenüber zu, mit Femke Schlüter eine Affäre gehabt zu haben. Sie habe vor ihrem unberechenbaren Mann Angst gehabt. Als sie einem Termin unentschuldigt fernblieb, habe er sich Sorgen gemacht und bei ihr zu Hause nachsehen wollen.
Im Verhör mit Brockhorst kann Hanno Schlüter kein überzeugendes Alibi für den Zeitraum nennen, in dem seine Frau ermordet wurde. Er habe unter dem Einfluss eines Schlafmittels tief geschlafen. Die Apothekerin Melanie Harms bestätigt, dass er häufig solche Tabletten kauft und lässt sich von Brockhorst dazu bewegen, ihm unter einem Vorwand eine Blutprobe abzunehmen. Diese enthält keine Spuren von Schlafmittel, was aber auch daran liegen könnte, dass es von seinem Körper bereits vollständig abgebaut wurde. Insa Scherzingers Untersuchungen an Femke Schlüters Leiche haben zudem ergeben, dass der Fundort nicht der Tatort war und die Leiche zuvor vorübergehend im Dreck gelegen hatte.
Hanno Schlüters Anwältin hat mittlerweile die Freilassung ihres Mandanten erwirkt. Habedank erlaubt ihm, seine Frau noch einmal zu sehen, deren Leichnam im Keller des Instituts lagert. Dort ertappt der Witwer Melanie Harms, die von Özlügül dazu überredet worden war, die Leiche genauer unter die Lupe zu nehmen. Sie hat dabei postmortale Blutergüsse entdeckt, die offenbar beim Transport der Leiche entstanden sind, sowie eine Schusswunde, die aber nicht mit einer herkömmlichen Waffe, sondern mit einer aufgesetzten Schreckschusspistole beigebracht wurde. Die eigentliche Todesursache war ein Genickbruch, vermutlich infolge eines Sturzes nach dem Schuss.
Eine vermummte Gestalt bricht nachts in Habedanks Institut ein. Als der Bestatter von einem Geräusch wach wird und im Leichenkeller nachsieht, wird er von hinten mit einer Urne niedergeschlagen. Die auf Brochhorsts Geheiß installierte Überwachungskamera zeigt aber lediglich Yunus Özlügül, der sich, um seinem Freund Habedank einen Gefallen zu tun, schon Stunden vor dem Einbruch der an einer Straßenlaterne befestigten Kamera nähert und diese nach unten dreht. Sie filmt nun nicht mehr das Bestattungsinstitut, sondern einen Müllbehälter. Immerhin wurde so auf Video festgehalten, dass der Einbrecher nach der Tat etwas weggeworfen und dabei einen speziellen Handschuh für Sportsegler getragen hat. Inzwischen ist der Müll aber abgeholt worden, sodass diese Spur zunächst ins Leere führt. Als Habedank später noch einmal genauer nachsieht, ob etwas gestohlen wurde, bemerkt er, dass von Femke Schlüters Leiche der rechte Zeigefinger abgetrennt und entwendet wurde.
Hanno Schlüter ist inzwischen endgültig davon überzeugt, im Visier von Verschwörern zu sein – unter ihnen die Leeraner Polizei und die Apothekerin. Er schreibt einen Drohbrief an Melanie Harms, den Brockhorst kurzerhand als „konkrete Gefahrenlage“ wertet und als Rechtfertigung für eine rechtlich fragwürdige Überwachungsaktion nutzt: Neben einer Drohne hat er eine als Rauchmelder getarnte Spionagekamera angeschafft. Als er diese heimlich in Schlüters Haus installieren will, stellt er überrascht fest, dass sich dort bereits eine baugleiche Kamera befindet. Wenig später entdeckt Schlüter, dass die zwischenzeitlich verschwundene Schreckschusspistole wieder an ihrem angestammten Platz in der Cornflakes-Packung ist. In Panik ruft er seine Anwältin an, die ihm dazu rät, die Waffe zu vergraben, da diese ihn ansonsten schwer belasten könnte.
Gerald Boje lässt derweil den Deal mit Habedank platzen. Er erklärt dem konsternierten Bestatter lapidar, inzwischen andere Pläne zu haben. Habedank, der seine Lebensversicherung aufgelöst hat, um hochwertiges Saatgut zu kaufen, droht auf seinen Investitionskosten sitzenzubleiben. Bojes neue Geschäftspartnerin ist Linda Sjöberg, die ihm von der Möglichkeit erzählt hat, aus Wattwürmern Kunstblut herzustellen.
Cassens und Özlügül sind mittlerweile zu dem Schluss gekommen, dass die lukrativen Forschungsergebnisse der beiden Forscherinnen im Zentrum des Falls stehen und die Überwachung im Haus der Schlüters nicht etwa dem paranoiden Hanno gegolten hat, sondern dem späteren Mordopfer Femke. Als sie Sjöberg, mit der Cassens zwischenzeitlich heftig geflirtet hatte, erneut in der Hochschule aufsuchen, ist diese gerade dabei, ihre Sachen zu packen – sie erzählt, dass sie gekündigt hat und künftig in einem von Gerald Boje gegründeten Start-up arbeiten wird.
Als die Polizisten herausfinden, dass sich Boje zuvor auch schon mit Femke Schlüter getroffen hatte, suchen sie sein Büro auf – und treffen auf Brockhorst, dem es gelungen ist, dort das zu der Überwachungskamera im Haus der Schlüters gehörende Empfangsgerät zu orten. Boje räumt wenig später freimütig ein, versucht zu haben, die Wissenschaftlerin auszuspionieren. Er wollte herauszufinden, ob ihre Forschungsergebnisse tatsächlich tragfähig sind, die sie ihm für einen hohen Geldbetrag angeboten hatte – offenbar, um der Schuldenfalle zu entkommen, in die sie und ihr Mann nach dem Verlust seines gut bezahlten Arbeitsplatzes geraten sind. Für den Zeitraum des Mordes kann Boje ein überzeugendes Alibi präsentieren.
Yunus erspäht im Yachthafen auf einem Segelboot die Handschuhe, die der Einbrecher in Habedanks Institut getragen hatte. Cassens und Özlügül ermitteln, dass das Boot Linda Sjöberg gehört. An Bord entdecken sie den abgetrennten Finger von Femke Schlüter sowie das mit einem Fingerabdruckscanner versehene Notebook, das Sjöberg in der Hochschule an sich gebracht hatte. Die Wissenschaftlerin gibt zu, dass sie sich nach dem Tod ihrer Chefin ihre gemeinsamen Forschungsergebnisse sichern wollte, bestreitet aber, etwas mit dem Mord zu tun gehabt zu haben.
Habedank bemerkt, dass der Finger von einem Rechtshänder abgeschnitten worden sein muss, die übrigen Verletzungen an Femke Schlüters Leichnam aber darauf hindeuten, dass ihr Mörder Linkshänder ist. Ihm ist aufgefallen, dass Hanno Schlüter Linkshänder ist. Für Brockhorst ist der Fall nun endgültig klar, zumal inzwischen nach einem anonymen Zeugenhinweis die vergrabene Tatwaffe sichergestellt werden konnte – mit Blutspritzern der Getöteten und den Fingerabdrücken ihres Ehemanns.
Als Cassens und Özlügül Schlüter zu Hause festnehmen wollen, treffen sie ihn nicht an. Den Polizisten fällt im Haus aber eine zerknüllte Seite jener lokalen Tageszeitung auf, die sie am Tag vor dem Mord bei Femke Schlüter gesehen hatten. Der Aufmacher ist ein Artikel mit der Überschrift „Firmenjubiläum mit Gala-Dinner – Jörgensen Schiffstechnik feiert 50-jähriges Bestehen“. Darin steht, dass das Jubiläum im kleinen Kreis mit ausgewählten Freunden und Geschäftspartnern gefeiert wurde. Auf dem Foto ist neben Dietrich Thiede unter anderem die Rechtsanwältin Karin Mattissen zu sehen. Cassens und Özlügül schlussfolgern, dass Mattissen – die übrigens ebenfalls Linkshändern ist – eine enge Vertraute von Thiede sein muss. Ihrem Mandanten hat sie offenbar nur zum Schein geholfen und stattdessen im Auftrag des Unternehmers dafür gesorgt, dass Hanno Schlüter die finanziellen Unregelmäßigkeiten bei Jörgensen Schiffstechnik nicht aufdecken konnte und inzwischen als unglaubwürdiger Querulant dasteht. Auch Femke Schlüter muss dieser Zusammenhang bei der Zeitungslektüre klargeworden sein, woraufhin sie die Schreckschusspistole mitnahm und die Anwältin zur Rede stellte. Dabei kam es zu einem Handgemenge, in dessen Verlauf sich ein Schuss löste und Femke Schlüter ums Leben kam.
Durch den – vermutlich von Mattissen lancierten – Fund der Waffe durch die Polizei steht Hanno Schlüter endgültig mit dem Rücken zur Wand. Er hat die Anwältin zum Schöpfwerk bestellt, um sich mit ihr zu beraten. Sie rät ihm, sich zu stellen. Doch er hat eine andere Idee: Er will sie zum Schein fesseln und dann mit ihrem Auto fliehen. Ohne auf ihren Widerspruch zu achten, öffnet er den Kofferraum, um das Abschleppseil herauszunehmen – und entdeckt das fehlende Glas der Brille seiner Frau. Er erkennt, dass ihre Leiche offenbar im Kofferraum transportiert wurde und Mattissen die Täterin ist. Daraufhin fesselt er sie tatsächlich und hängt sie an die Rechenanlage des Schöpfwerks. Um ihr ein Geständnis abzupressen, senkt er sie immer weiter ab. Brockhorst, Cassens und Özlügül treffen aber rechtzeitig ein und retten Mattissen vor dem Ertrinken. Schlüter und die Anwältin werden festgenommen.
Henk Cassens Flirt mit Linda Sjöberg ist beendet. Bestatter Habedank hat die Idee, medizinisches Cannabis zu produzieren, „endgültig begraben“. Trotzdem trifft die zuvor bestellte Lkw-Ladung Hanf-Pflanzen aus den Niederlanden bei ihm ein. Wenigstens muss er beim Abladen nicht mehr befürchten, von der Polizei beobachtet zu werden – die Kamera vor seinem Institut wurde mittlerweile entfernt. Doch Brockhorst beobachtet ihn stattdessen triumphierend mithilfe seiner Drohne. Cassens weist ihn aber darauf hin, dass die Aufnahmen keine Beweiskraft haben, da Brockhorst die Drohne aus eigener Tasche bezahlt hat – die eigentlich dafür vorgesehenen finanziellen Mittel waren kurzfristig nach Wilhelmshaven umgelenkt worden. Brockhorsts resigniertes Fazit: „Sodom und Gomorrha waren gestern. Heute ist Leer.“

## Produktion
Die Dreharbeiten zu Friesland: Bis aufs Blut fanden im Zeitraum vom 29. Juli bis zum 16. Oktober 2020 unter dem gleichnamigen Arbeitstitel in und um Leer sowie in Köln und Umgebung statt. Als Drehort für das Schöpfwerk, das Hanno Schlüter bedient, wurde das knapp zehn Kilometer von Leer entfernte Schöpfwerk Coldeborg in der Gemeinde Jemgum verwendet. Die Szenen, die auf dem Gelände des fiktiven Unternehmens „Jörgensen Schiffstechnik“ spielen, wurden im Niehler Hafen in Köln gedreht. Der Imbisswagen, an dem Cassens und Özlügül Mittagspause machen und sich dabei mit Harms besprechen, wurde für die Dreharbeiten im Hafen von Leer aufgestellt (im Industrie- und Handelshafen im Bereich des südlichen Endes der Industriestraße).
Bei den Dreharbeiten galten verschiedene Einschränkungen wegen der COVID-19-Pandemie. Diese haben aber keine für die Zuschauer erkennbaren Auswirkungen auf den fertigen Film.

## Hintergrund
Nachdem sie in der vorherigen Folge ganz gefehlt hatte, hat die Figur der Apothekerin Insa Scherzinger dieses Mal nur wenige Szenen. Die meiste Zeit ist sie laut Drehbuch ortsabwesend, da sie an einer Fachtagung zum Thema Forensik an der Charité teilnimmt. Der Grund ist wie schon zuvor eine Babypause der Schauspielerin Theresa Underberg.
Als Anspielung auf die während der Dreharbeiten und zum Zeitpunkt der Erstausstrahlung herrschende COVID-19-Pandemie zitiert das Drehbuch eine zu dieser Zeit kursierende Verschwörungstheorie von Impfgegnern: Hanno Schlüter äußert im Gespräch mit der Apothekerin Melanie Harms im Bezug auf die Pharmaindustrie: „… dass die einen mit ihren Impfungen kontrollieren wollen, reicht wohl nicht“.
Erneut ist als Reminiszenz an die Partnerproduktion eine Kaffeetasse mit Wilsberg-Logo zu sehen. Sie steht auf dem Schreibtisch des Paartherapeuten Julian Vinck.
Am Ende des Films ist kurz das Lied Nordisch by Nature der Hamburger Gruppe Fettes Brot zu hören.

## Rezeption

### Kritik
Die Kritiker der Fernsehzeitschrift TV Spielfilm hoben den Daumen nach oben und meinten, dass die Zuschauer eine „raffiniert gedrechselte Geschichte mit überraschenden Wendungen“ hier zwar vergeblich suchen, dies aber auch nicht der Anspruch dieser Filmreihe sei – wer die gewohnten Parameter von Friesland mag, werde jedoch auch diesmal nicht enttäuscht.

### Einschaltquoten
Die Erstausstrahlung von Friesland: Bis aufs Blut erreichte am 23. Oktober 2021 6,85 Millionen Zuschauer, was einem Marktanteil von 24,3 % entspricht. Von den 14- bis 49-jährigen Zuschauern schalteten 0,54 Millionen ein, was einen Marktanteil von 8,4 % entspricht.

## Running Gag
Als Running Gag ist in einer Hafen- oder Wasserszene jeder Folge, meist in einer Dialogpause, dasselbe kurze Delfingeräusch off camera im Hintergrund hörbar. In Bis aufs Blut erklingt es nach 36:09 Minuten.